# Vladimirescu
Vladimirescu is een Roemeense gemeente in het district Arad.
Vladimirescu telt 11501 inwoners.